# Església de Sant Nicolau (Malgrat de Mar)
L'església de Sant Nicolau és una església catòlica romana que es troba a Malgrat de Mar, al Maresme. És l'església parroquial de la localitat i està dedicada a Sant Nicolau de Bari. És un edifici d'estil neoclàssic. Per les seves grans dimensions és coneguda com La Catedral de la Costa. Es troba a pocs metres de l'Ajuntament del poble, que és d'estil modernista.

## Història
L'actual edifici va ser alçat a partir de l'any 1761 al mateix indret on hi hagué una primitiva capella dedicada a sant Antoni, consagrada el 1563. Les obres de construcció van avançar amb interrupcions. L'edifici es va acabar en el període 1774-1783.
El 1761, Josep Moner, mestre de cases, va fer una proposta per a la construcció d'una nova església parroquial però va perdre l'encàrrec. El 1762 per mitjà d'una declaració notarial es va fer una elecció popular del projecte i model de l'arquitecte de Barcelona Francesc Trillas.
La construcció d'aquesta església fou possible, en part, gràcies al mecenatge del fabricant d'indianes Agustí Gibert i Xurrich (1704-1779), fill de Malgrat 
Durant la Guerra Civil espanyola (1936-1939) fou incendiada i saquejada, i van desaparèixer els objectes de més valor (dues custòdies, una creu i l'orgue). Posteriorment, els anys quaranta, l'església va ser restaurada.

## Arquitectura

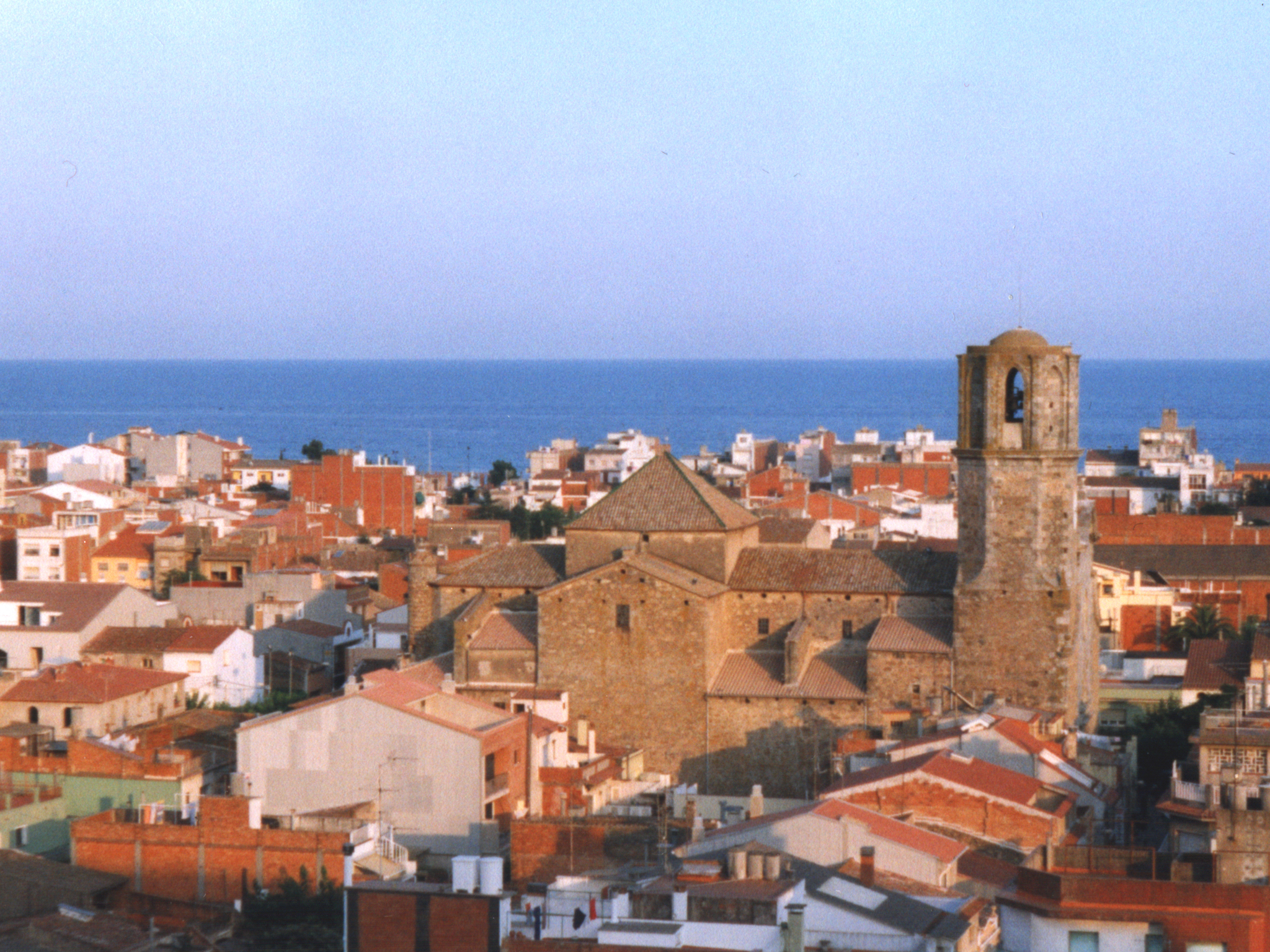
Vista de l'exterior

La planta de l'església consta d'una nau central i dues de laterals, separades per gruixuts pilars. Es la planta típica de les esglésies de la contrareforma. Al creuer hi té una cúpula La nau és de grans dimensions (45m de llarg per 24m d'ample), per aquesta raó se l'havia anomenat La Catedral de la Costa.
La façana destaca per la seva sobrietat. Té coronament ondulat i una portalada de línies clàssiques amb una fornícula abarrocada on hi ha la imatge de Sant Nicolau de Bari i una rosassa que il·lumina l'interior de la nau. La portalada i la part central són fetes en peces de marbre de color blanc-gris.
A l'esquerra de la façana hi ha el massís campanar de torre, vuitavat, alçat també el segle xviii però que resta inacabat.
A l'absis trobem una llarga garita feta amb rajols i que té petites obertures per a armes de foc.
Pel que fa al material s'utilitzen carreus a les cantonades i al campanar, maçoneria als murs i teules per la coberta.

## Imatges

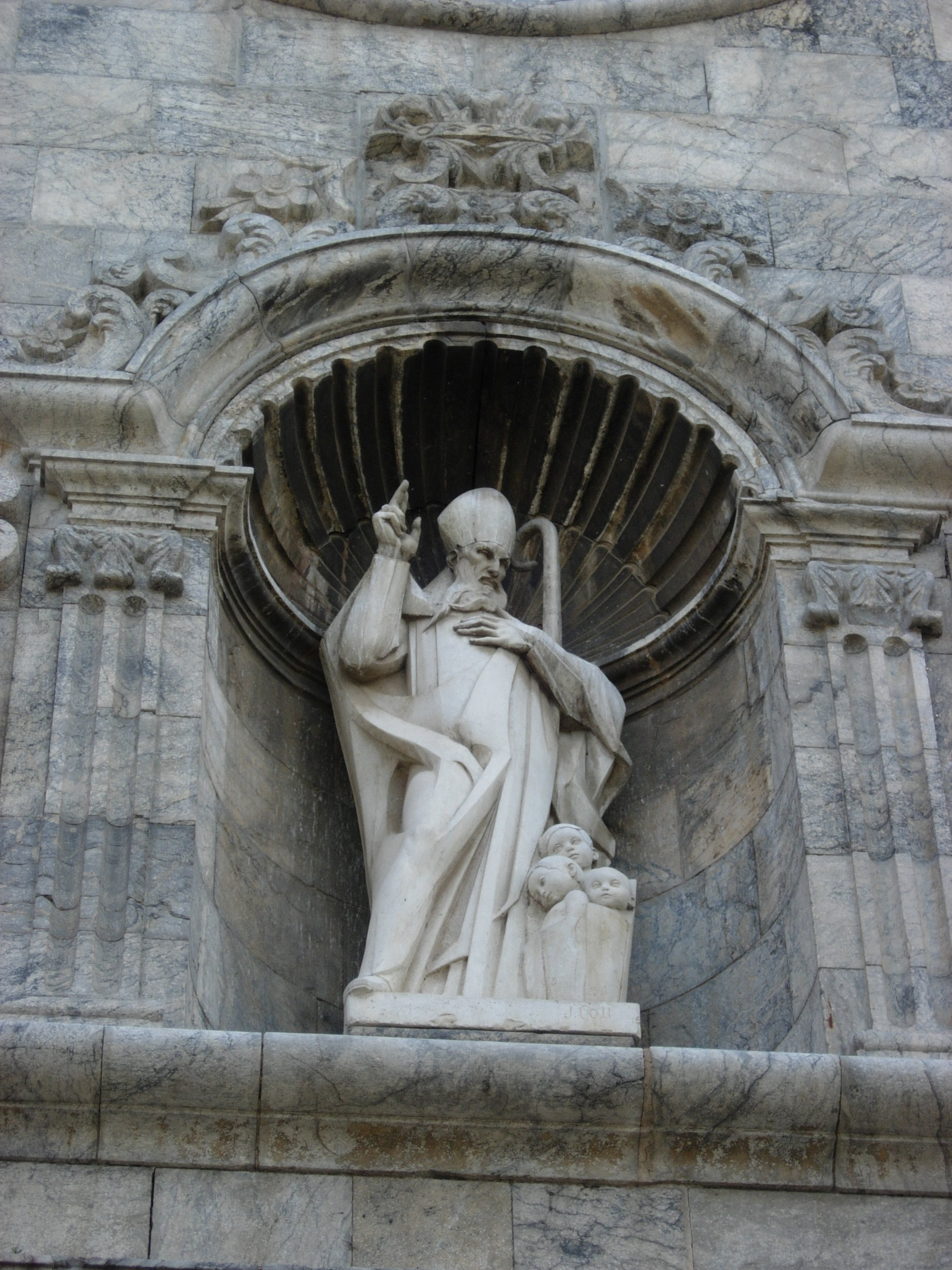
Fornícula a la façana amb una estàtua del sant titular del temple
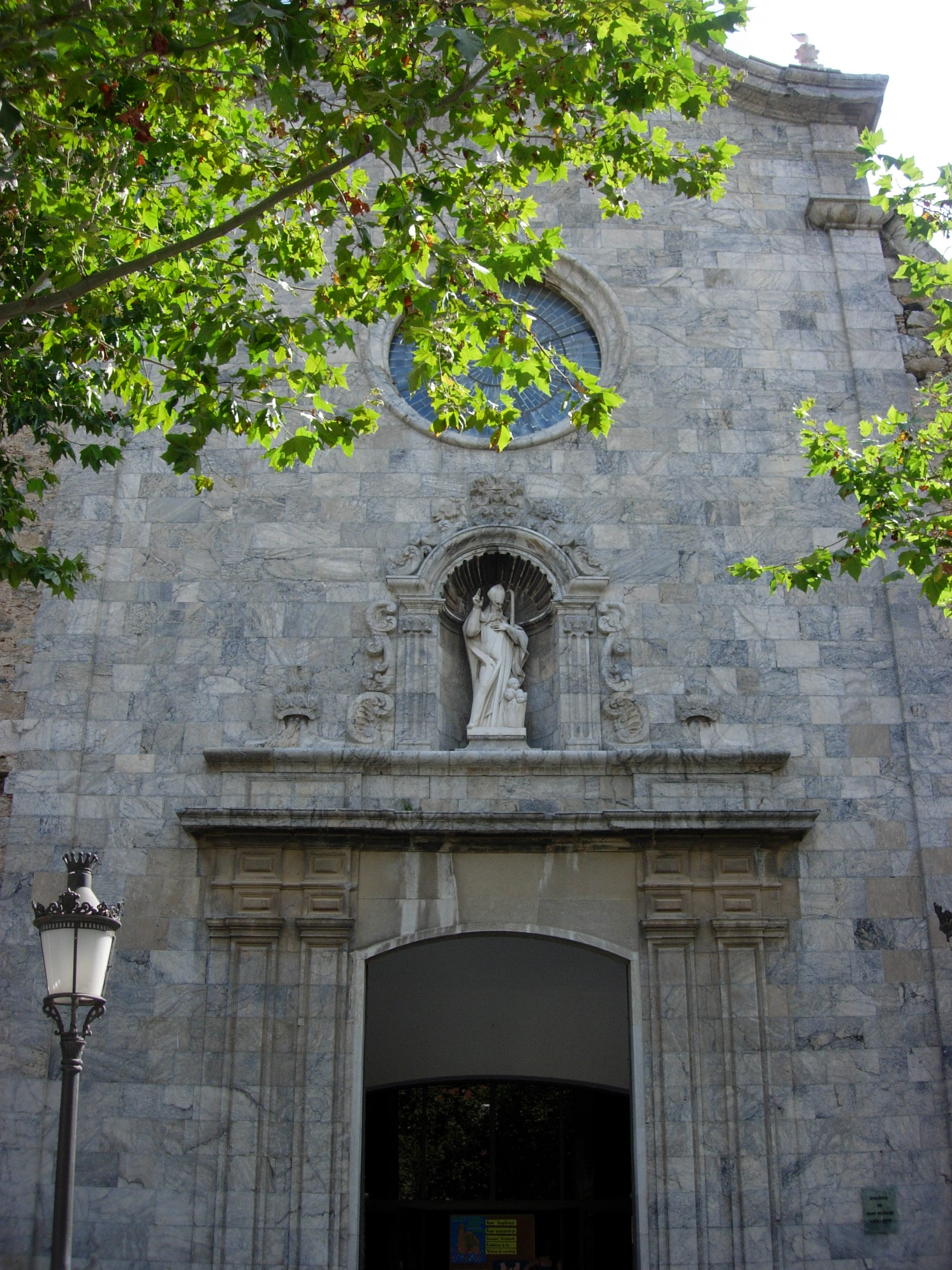
Façana i porta principal
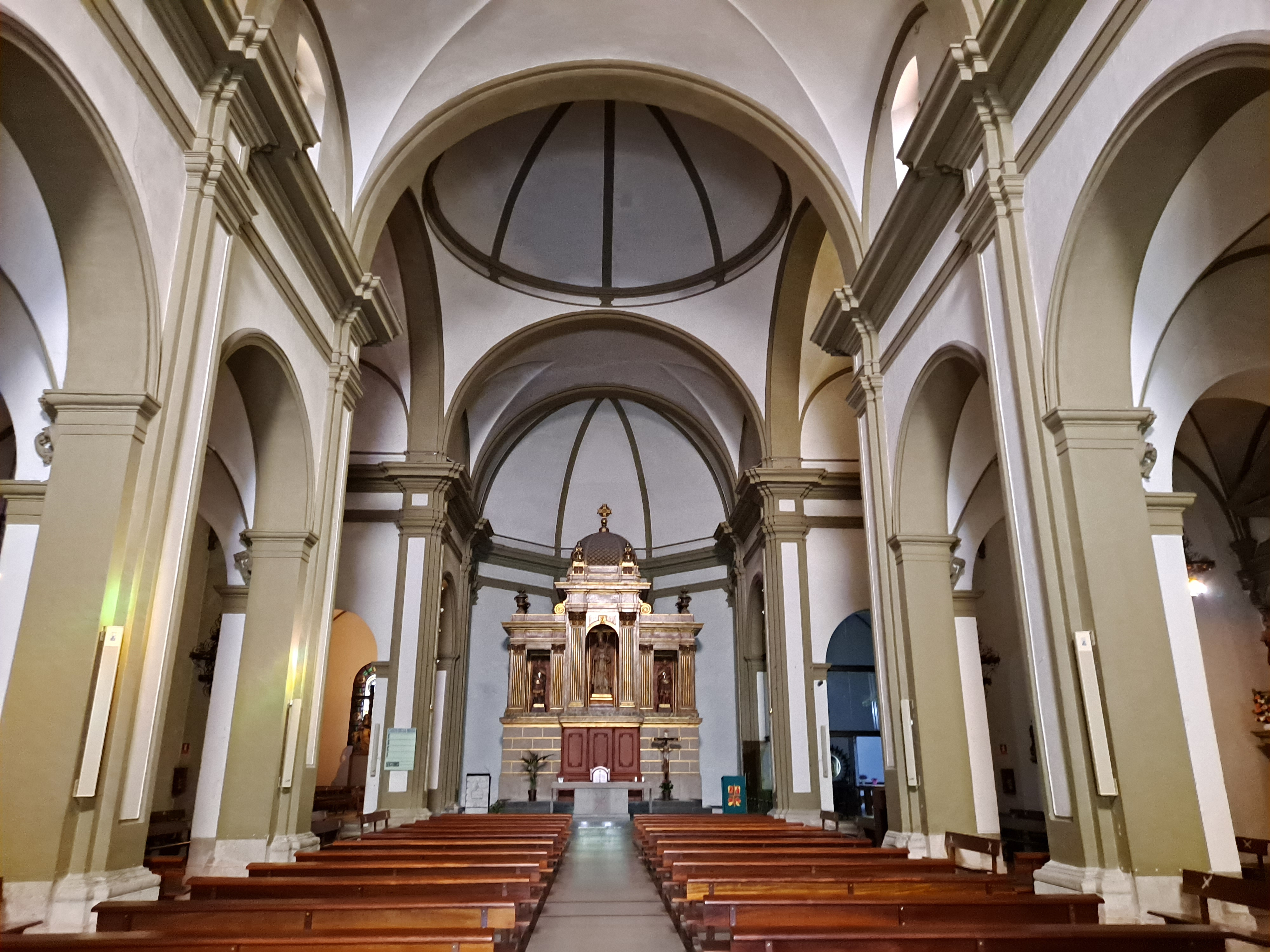
Interior de l'església